# Koberovy
Koberovy (en allemand : Koberwald) est une commune du district de Jablonec nad Nisou, dans la région de Liberec, en République tchèque. Sa population s'élevait à 1 023 habitants en 2021.

## Géographie
Koberovy se trouve dans la partie nord du paradis de Bohême, à 12 km au sud-sud-est de Jablonec nad Nisou, à 20 km au sud-est de Liberec et à 83 km au nord-est de Prague.
La commune est limitée par Malá Skála au nord-ouest, par Líšný au nord, par Železný Brod et Záhoří à l'est, par Mírová pod Kozákovem, Loučky et Klokočí au sud, et par Rakousy à l'ouest.

## Histoire
La première mention écrite du village date de 1323.

## Transports
Par la route, Koberovy se trouve à 4 km de Železný Brod, à 19 km de Jablonec nad Nisou, à 29 km de Liberec et à 101 km de Prague.